# Ivan De Nobile
Ivan De Nobile (* 2. Oktober 1979) ist ein ehemaliger italienischer Straßenradrennfahrer.
Ivan De Nobile gewann 2002 eine Etappe bei Paths of King Nikola und entschied auch die Gesamtwertung für sich. Ab der Saison 2005 fuhr er für das italienische Continental Team Universal Caffè. 2007 wurde er auf einer Etappe der Settimana Internazionale Vierter und bei einem Abschnitt der Tour du Sénégal Dritter. 2008 beendete De Nobile beim ungarischen Katay Cycling Team seine Radsportlaufbahn.

## Erfolge
2002
- Gesamtwertung und eine Etappe Paths of King Nikola

## Teams
- 2005 Universal Caffè-Styloffice
- 2006 C.B. Immobiliare-Universal Caffè
- 2007 Universal Caffè-Ecopetrol
- 2008 Katay Cycling Team